# Katase (Alutaguse)
Koordinaten: 59° 0′ N, 27° 22′ O
Katase ist ein Dorf (estnisch küla) in der Landgemeinde Alutaguse (bis 2017 Alajõe). Es liegt im Kreis Ida-Viru (Ost-Wierland) im Nordosten Estlands.

## Beschreibung und Geschichte
Das Dorf hat 41 Einwohner (Stand 2011). Es liegt direkt am Nordufer des Peipussees (Peipsi järv).
Katase wurde erstmals 1419 urkundlich erwähnt.